# Donald Rutherfurd Dacre Fisher
Donald Rutherfurd Dacre Fisher, britanski general, * 1890, † 1962.